# Kurt Marti

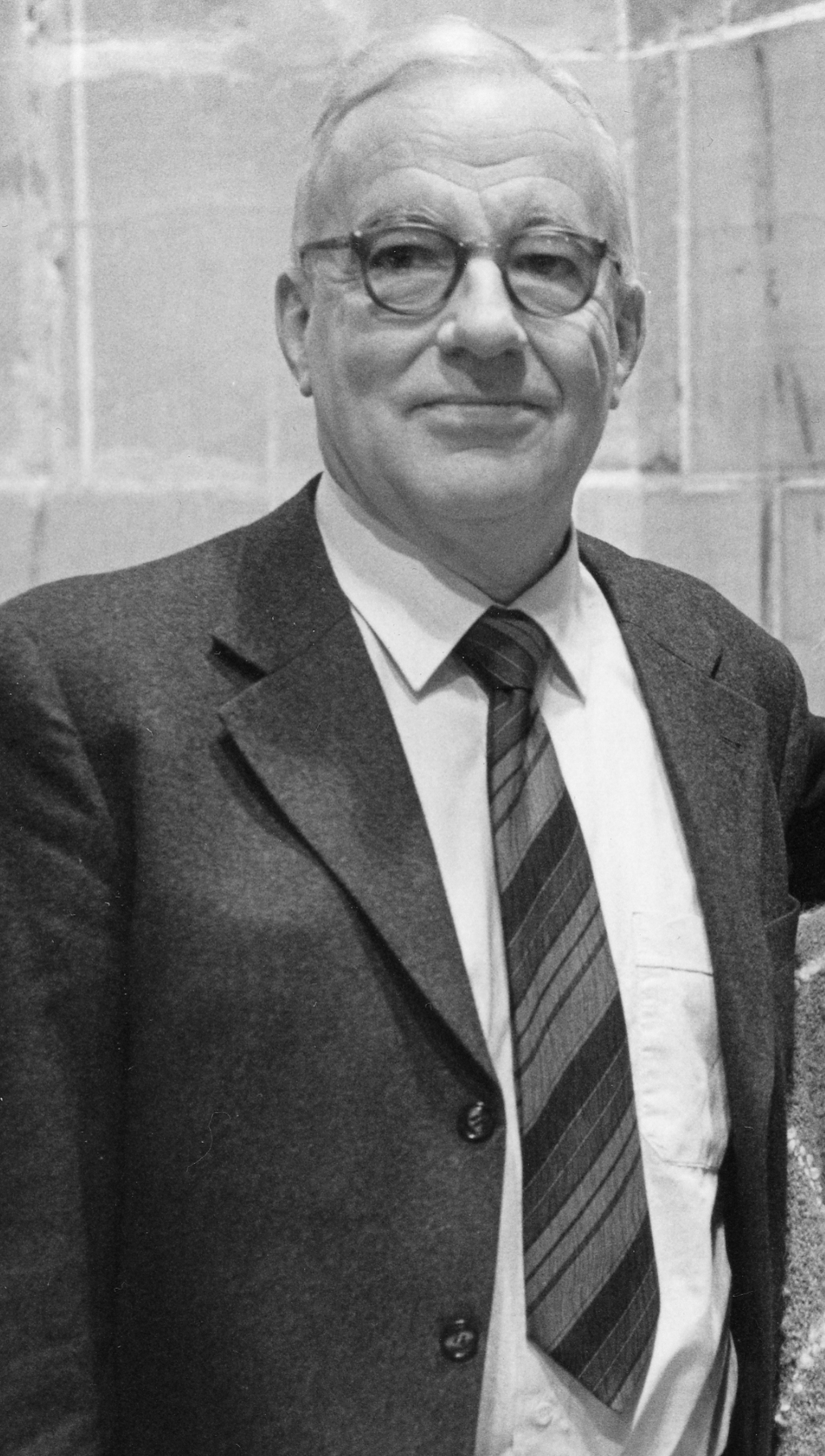
Kurt Marti (1989)

Kurt Marti (* 31. Januar 1921 in Bern; † 11. Februar 2017 ebenda) war ein Schweizer evangelisch-reformierter Pfarrer und Schriftsteller.

## Leben und Werk
Kurt Marti wurde 1921 als Sohn eines Notars geboren. Er hatte einen um einige Jahre älteren Bruder, Hans Marti.
Marti besuchte zusammen mit Friedrich Dürrenmatt das Freie Gymnasium Bern. Anschliessend absolvierte er zunächst zwei Semester an der juristischen Fakultät der Universität Bern, bevor er sich für ein Studium der evangelischen Theologie entschied. Dieses verfolgte er zuerst an der Universität Bern, danach (1945–1946) an der Universität Basel, wo er von Karl Barth geprägt wurde. Er war im Wintersemester 1943/44 Präses, anschliessend Aktuar der Studentenverbindung Concordia.
1947/1948 wirkte Marti im Auftrag des Ökumenischen Rates der Kirchen ein Jahr als Kriegsgefangenen-Seelsorger in Paris. Nach dem Hochschulabschluss und der Ordination war er Pfarrer im bernischen Rohrbach BE und 1949 Pfarrer in Leimiswil.
1950 heiratete er Hanni Morgenthaler aus Langenthal. In den folgenden Jahren wurden drei Söhne – darunter der Journalist und Schriftsteller Lorenz Marti – und eine Tochter geboren. Von 1950 bis 1960 amtete Marti als Pfarrer in Niederlenz (bei Lenzburg). Motiviert von Max Rychner und Jörg Steiner und auch um eine Midlife-Crisis zu vermeiden, begann er dort Zeitungsartikel, Gedichte und Geschichten zu schreiben, auch auf Schweizerdeutsch. Der Gedichtband Rosa Loui. Vierzg Gedicht ir Bärner Umgangsschprach (1967) machte Furore. «Die moderne Schweizer Mundartdichtung, von Beat Sterchi bis Guy Krneta oder Pedro Lenz, wäre ohne Martis Gedichte ärmer.» Seit den 1970er Jahren entstanden auch Prosabändchen.
Von 1961 bis 1983 war er Pfarrer an der Nydeggkirche in Bern. Er engagierte sich im Kampf gegen Atomwaffen, Atomkraftwerke, die US-Intervention in Vietnam und war Mitbegründer der entwicklungspolitischen Organisation Erklärung von Bern sowie der 2002 aufgelösten dissidenten Autorengruppe Olten. Am meisten theologisch inspiriert habe ihn nach Karl Barth Dorothee Sölle, die er seit den 1960er Jahren kannte.
1972 verweigerte ihm der Regierungsrat des Kantons Bern aus politischen Gründen eine Professur für Homiletik an der evangelisch-theologischen Fakultät der Universität Bern, wo er zur Wahl vorgeschlagen worden war. 1977 verlieh ihm dieselbe Universität den Ehrendoktortitel. Seit 1983 wirkte er als freier Schriftsteller. 2007 verstarb seine Frau Hanni Marti-Morgenthaler.
In seinen Predigten, Aufsätzen, Gedichten und Aphorismen erwies sich Marti als ein engagierter und kritischer Literat. Einige seiner Texte wurden als «neue geistliche Lieder» vertont. Mit dem autobiografischen Buch Ein Topf voll Zeit 1928–1948 veröffentlichte er 2008, nach eigener Aussage, sein letztes Werk.
Martis Archiv befindet sich seit 2006 im Schweizerischen Literaturarchiv in Bern.
Zum hundertsten Geburtstag entstanden 2021 ein Marti-Spaziergang, ein Chorprojekt, ein Marti-Festgottesdienst sowie drei Neuerscheinungen mit Texten von und zu Kurt Marti.

## Kurt-Marti-Preis und Kurt-Marti-Stiftung
2018 wurde vom Berner Schriftstellerverein erstmals der Kurt-Marti-Preis verliehen. Seit 2019 besteht die Kurt-Marti-Stiftung (Sitz: Bern); sie verwaltet die Urheber- und Interpretenrechte.

## Auszeichnungen und Ehrungen
- 1959 / 1962 / 1970 / 1975: Ehrengabe des Kantons Bern
- 1967: Literaturpreis des Kantons Bern
- 1967 / 1986: Preis der Schweizerischen Schillerstiftung
- 1972: Grosser Literaturpreis des Kantons Bern
- 1972: Johann-Peter-Hebel-Preis
- 1977: Ehrendoktor der Universität Bern
- 1981: Literaturpreis der Stadt Bern
- 1982: Buchpreis des deutschen Verbandes Evangelischer Büchereien
- 1982: Evangelischer Buchpreis für abendland
- 1990: Buchpreis der Stadt Bern
- 1997: Kurt-Tucholsky-Preis
- 2002: Karl-Barth-Preis der Union Evangelischer Kirchen
- 2005: Predigtpreis des Verlags für die Deutsche Wirtschaft
- 2010: Literaturpreis des Kantons Bern[10]
- 2011: Preis der Schweizerischen Schillerstiftung[11]

## Werke (Auswahl)

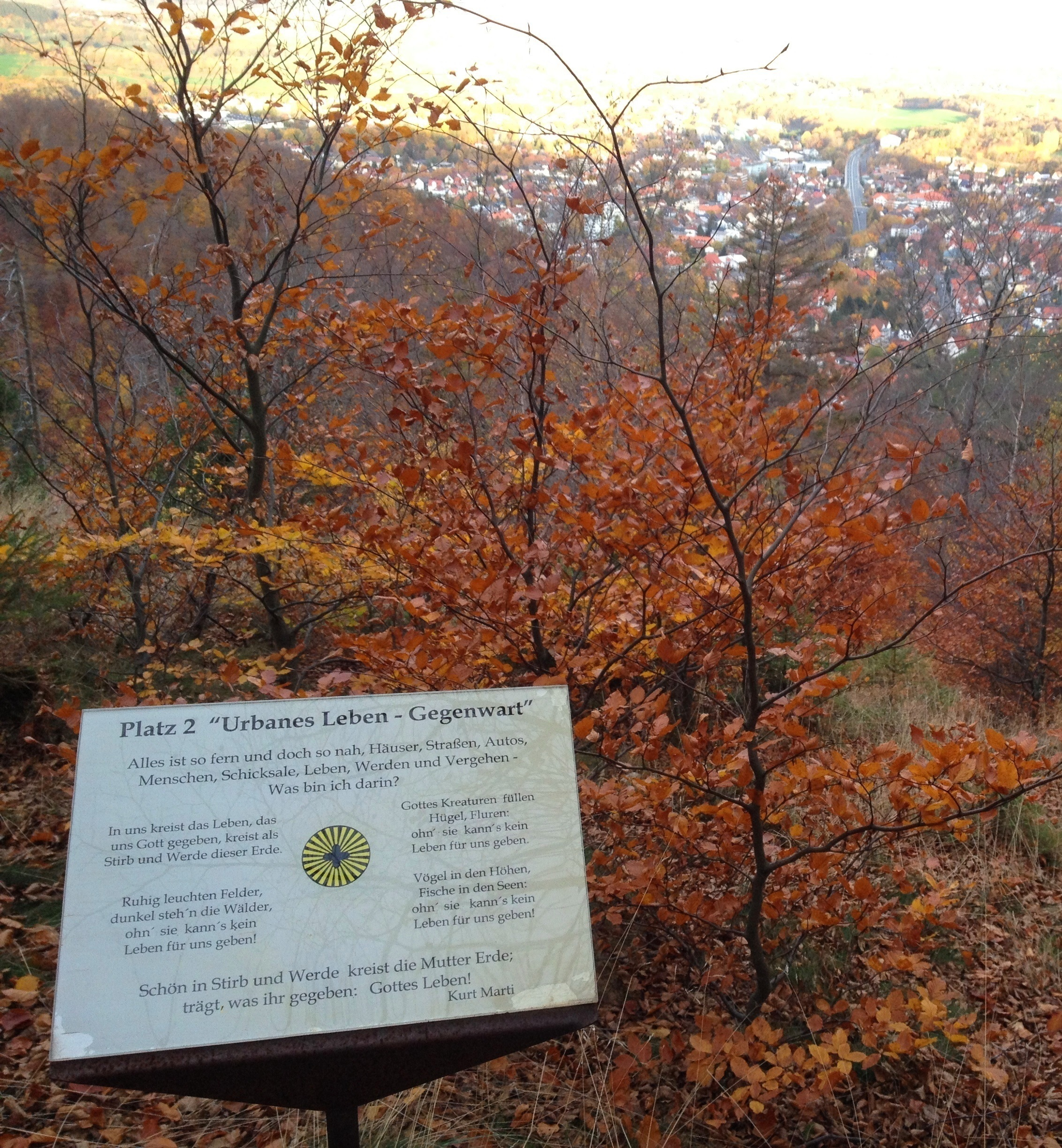
Kurt Martis Gedicht In uns kreist das Leben am Besinnungsweg auf dem Grossen Burgberg, Bad Harzburg

### Lyrik
- Boulevard Bikini. Gedichte; Holzschnitte von Willy Leiser. Vorstadtpresse, Biel 1959.
- Republikanische Gedichte. Tschudy, St. Gallen 1959; erweiterte Neuausgabe: Luchterhand, Neuwied 1971.
- gedichte am rand. Niggli, Teufen 1963.
  - Erweiterte Neuausgabe geduld und revolte. die gedichte am rand. Radius, Stuttgart 1984/2011, ISBN 978-3-87173-921-7.
- gedichte alfabeete & cymbalklang. Wolfgang Fietkau Verlag, Berlin 1966.
- Rosa Loui. Vierzg Gedicht ir Bärner Umgangsschprach. Luchterhand, Neuwied 1967.
- Leichenreden. Luchterhand, Neuwied 1969.
  - Neuauflage, hrsg. von Bigna Hauser. Wallstein, Göttingen 2025, ISBN 978-3-8353-5811-9.
- Paraburi: Eine Sprachtraube. Zytglogge, Bern 1972.
- Undereinisch: Gedicht ir Bärner Umgangssprach. Luchterhand, Darmstadt/Neuwied 1973.
- meergedichte alpengedichte. Wolfgang Fietkau Verlag, Berlin 1975.
- Natur ist häufig eine Ansichtskarte: Gedichte, Texte, Zitate. Lenos, Basel 1976.
- Nancy Neujahr & Co. Braun, Leverkusen 1976.
- mit Georg Gessler: Der Aufstand Gottes gegen die Herren: 31 Gedichte und 23 Bilder zum Thema Passion. Radius, Stuttgart 1981.
- Schon wieder heute: ausgewählte Gedichte 1959–1980. Luchterhand, Darmstadt 1984.
- Für eine Welt ohne Angst: Berichte, Geschichten, Gedichte. Hammer, Wuppertal 1986.
- Abendland: Gedichte. Luchterhand, Darmstadt/Neuwied 1984.
- Der Geiger von Brig. Helvetische Jubelgedichte. Lenos, Basel 1991.
- Da geht Dasein: Gedichte. Luchterhand, Hamburg 1993.
- Namenszug mit Mond: Gedichte. Nagel & Kimche, Frauenfeld 1996.
- Wen meinte der Mann? Gedichte und Prosatexte. Reclam, Stuttgart 1998.
- Mein barfüßig Lob. Luchterhand, Darmstadt/Neuwied 1998.
- Kleine Zeitrevue: Erzählgedichte. Nagel & Kimche, Zürich 1999.
- Der Traum, geboren zu sein: ausgewählte Gedichte. Nagel & Kimche, München 2003.
- Zoé Zebra: neue Gedichte. Nagel & Kimche, München 2004.
- gott gerneklein: gedichte. Radius, Stuttgart 2006.
- Die Liebe geht zu Fuß. Ausgewählte Gedichte. Nagel & Kimche, Zürich 2018.
- wo chiemte mer hi? sämtlechi gedicht ir bärner umgangsschprach. Nagel & Kimche, Zürich 2018.
- Hannis Äpfel. Gedichte aus dem Nachlass. Wallstein, Göttingen 2021, ISBN 978-3-8353-3893-7.

### Prosa und Essays
- Die Schweiz und ihre Schriftsteller – die Schriftsteller und ihre Schweiz. EVZ, Zürich 1966.
- Abratzky oder Die kleine Brockhütte. Lexikon in einem Band. Luchterhand, Darmstadt 1971.
- Das Herz der Igel. Zytglogge, Bern 1972, ISBN 3-7296-0024-9.
- Zum Beispiel: Bern 1972. Ein politisches Tagebuch. Luchterhand, Darmstadt 1973, ISBN 3-472-86334-X.
  - Taschenbuchausgabe als: Politisches Tagebuch. Mohn, Gütersloh 1977, ISBN 3-579-03975-X.
- Ein Abend in Lehrer Meilis ruhigem Leben. Erzählung. Wyss, Bern 1980, ISBN 3-7285-0029-1.
- Heil-Vetia: Poetischer Diskurs. Lenos, Basel (Erstausgabe 1971) 1981, ISBN 3-85787-094-X.
- Widerspruch für Gott und Menschen: Aufsätze und Notizen. Kerle, Heidelberg 1982, ISBN 3-600-30088-1.
- Bürgerliche Geschichten. Luchterhand, Darmstadt 1983, ISBN 3-472-61461-7.
- Ruhe und Ordnung. Aufzeichnungen, Abschweifungen 1980–1983. Luchterhand, Darmstadt 1986, ISBN 3-472-61641-5.
- Red’ und Antwort: Rechenschaft im Gespräch. Radius, Stuttgart 1988, ISBN 3-87173-756-9.
- Der Gottesplanet: Predigten und Aufsätze. Luchterhand, Darmstadt 1988, ISBN 3-630-61693-3.
- Dorfgeschichten: Erzählungen. Luchterhand, Darmstadt (Erstausgabe 1960) 1987, ISBN 3-472-61487-0.
- Tagebuch mit Bäumen. Luchterhand, Darmstadt 1988, ISBN 3-630-61810-3.
- Zärtlichkeit und Schmerz: Notizen. Luchterhand, Darmstadt (Erstausgabe 1979) 1988, ISBN 3-630-61337-3.
- Die Riesin. Radius, Stuttgart (Erstausgabe 1975) 1990, ISBN 3-87173-811-5.
  - Neuauflage (Fassung aus letzter Hand): Die Riesin. Eine Untersuchung. Mit einem Nachwort von Stefanie Leuenberger und Andreas Mauz. Wallstein, Göttingen 2023, ISBN 978-3-8353-5356-5.
- Nachtgeschichten. Luchterhand, Frankfurt am Main 1990, ISBN 3-630-61940-1.
- Herausgehoben. Notizen und Details. Radius, Stuttgart 1990.
- Högerland. Ein Fußgängerbuch. Luchterhand, Frankfurt am Main 1990, ISBN 3-630-86742-1.
- O Gott! Essays und Meditationen. Radius, Stuttgart 1995, ISBN 3-87173-071-8.
- Im Sternzeichen des Esels. Sätze, Sprünge, Spiralen. Nagel & Kimche, Zürich 1995, ISBN 3-312-00209-5.
- Turbulenzen und Träume. Nagel & Kimche, Zürich 1996, ISBN 3-312-00222-2.
- Neapel sehen: Erzählungen. Nagel & Kimche, Frauenfeld 1996, ISBN 3-312-00220-6.
- Unter der Hintertreppe der Engel: Wortstücke und Notizen. Nagel & Kimche, Frauenfeld 1996, ISBN 3-312-00221-4.
- Der Heilige Geist ist keine Zimmerlinde. Radius, Stuttgart 2000, ISBN 3-87173-206-0.
- Der cherubinische Velofahrer und andere Belustigungen. Jordan, Zürich (Erstausgabe 2001) 2010, ISBN 978-3-906561-39-4.
- Das Lachen des Delphins: Notizen und Details. TVZ, Zürich 2001, ISBN 3-290-17222-8.
- Die gesellige Gottheit: ein Diskurs. Radius, Stuttgart 2004, ISBN 3-87173-300-8.
- DU. Radius, Stuttgart 2008, ISBN 978-3-87173-111-2.
- Ein Topf voll Zeit 1928–1948. Nagel & Kimche, München 2008, ISBN 978-3-312-00420-1.
- Du: Rühmungen. Radius, Stuttgart 2008, ISBN 978-3-87173-111-2.
- Schöpfungsglaube: die Ökologie Gottes. Radius, Stuttgart (Erstausgabe 1985), 2008, ISBN 978-3-87173-112-9.
- Notizen und Details 1964–2007. TVZ, Zürich 2010, ISBN 978-3-290-17541-2.
  - Neuauflage: Wallstein, Göttingen 2021, ISBN 978-3-8353-3895-1.
- Heilige Vergänglichkeit: Spätsätze. Radius, Stuttgart 2010, ISBN 978-3-87173-900-2.
- Von der Weltleidenschaft Gottes: Denkskizzen. Radius, Stuttgart 2011, ISBN 978-3-87173-920-0.
- Der Alphornpalast. Prosa aus dem Nachlass. Wallstein, Göttingen 2021, ISBN 978-3-8353-3894-4.
- Wortwarenladen. Verlag Urs Engeler, Schupfart 2021, ISBN 978-3-906050-84-3.

### Theologische Texte
- Dialog Christ – Marxist. Ein Gespräch (mit Konrad Farner). Der Text zum Film von Richard Dindo; Verlagsgenossenschaft, Zürich 1972.
- Grenzverkehr: ein Christ im Umgang mit Kultur, Literatur und Kunst. Neukirchener, Neukirchen-Vluyn 1976, ISBN 3-7887-0490-X.
- «Der Mensch ist nicht für das Christentum da». Ein Streitgespräch über Gott und die Welt zwischen einem Christen und einem Agnostiker (mit Robert Mächler). Lutherisches Verlagshaus, Hamburg 1977, ISBN 3-7859-0425-0.
- Gottesbefragung: der 1. Johannesbrief heute. Radius, Stuttgart 1983, ISBN 3-87173-620-1.
- Das Markus-Evangelium, ausgelegt für die Gemeinde. Jordan, Zürich (Erstausgabe 1967) 1985, ISBN 3-906561-03-8.
- Zart und genau. Reflexionen, Geschichten, Gedichte, Predigten. Evangelische Verlagsanstalt, Berlin 1985.
- Die gesellige Gottheit. Ein Diskurs. Radius, Stuttgart 1989.
- Bundesgenosse Gott: Versuche zu 2. Mose 1–14. Jordan, Zürich (Erstausgabe 1972), 1992, ISBN 3-906561-25-9.
- Lachen, Weinen, Lieben: Ermutigungen zum Leben. Radius, Stuttgart 1987, ISBN 3-87173-699-6.
  - neu aufgelegt als: Damit der Mensch endlich wird, was er sein könnte. Benziger, Zürich 1993, ISBN 3-545-24116-5.
    - nochmals neu aufgelegt als: Woher eine Ethik nehmen?: Streitgespräch über Vernunft und Glauben. Nagel & Kimche, Zürich 2002, ISBN 3-312-00293-1.
- Erinnerungen an die DDR und einige ihrer Christen. Jordan, Zürich 1994, ISBN 3-906561-29-1.
- Prediger Salomo: Weisheit inmitten der Globalisierung. Radius, Stuttgart 2002, ISBN 3-87173-231-1.
- Die Psalmen: Annäherungen. Radius, Stuttgart 2004, ISBN 3-87173-284-2.
- Fromme Geschichten. Radius, Stuttgart 2004, ISBN 3-87173-299-0.
- Ungrund Liebe: Klagen, Wünsche, Lieder. Radius, Stuttgart 2004, ISBN 3-87173-301-6.
- Gott im Diesseits. Versuche zu verstehen. Radius, Stuttgart 2005, ISBN 3-87173-315-6.
- Gottesbefragungen. Ausgewählte Predigten. Hrsg. von Andreas Mauz und Ralph Kunz. TVZ, Zürich 2020, ISBN 978-3-290-18346-2.
- Läuten und eintreten bitte. Ein Lesebuch im Jahreslauf. Hrsg. von Ralph Kunz und Andreas Mauz. TVZ, Zürich 2020, ISBN 978-3-290-18348-6.
- Ihm glaube ich Gott. Über Jesus. Hrsg. von Bigna Hauser und Andreas Mauz. TVZ, Zürich 2024, ISBN 978-3-290-18622-7.

### Werkausgabe
- Werkauswahl in 5 Bänden. Nagel & Kimche, Zürich 1996.

## Gedichtvertonungen
- Manchmal kennen wir Gottes Willen. 1966 (mit Arnim Juhre), vertont von Felicitas Kukuck 1967 (EG-Regionalausgaben Baden-Elsass-Lothringen und Pfalz Nr. 642; EG-Regionalausgaben Niedersachsen, Bremen, Oldenburg Nr. 594; EG-Regionalausgabe Österreich Nr. 633; EG-Regionalausgabe Württemberg Nr. 626)
- Anderes Osterlied, 1979, vertont von Peter Janssens
- Der Himmel, der ist. 1971, vertont von Winfried Heurich 1980 (EG 153 und 671 Gesangbuch der Evangelisch-methodistischen Kirche)
- Nach dem Besuch der radioaktiven Wolke. 1987, vertont von Reinhard Fehling 1988
- Kurt Marti Suite. Vertonungen der Gedichte Katechismusfragen, Hotel Jesus, Die Salbung, Ostermorgen, Bitte, Lobpreis, Anrufungen, Ganz Werden, Lichtstrahl, Protestantische Kirchenmusik, Predigtnot und Dahingehen, vertont und uraufgeführt von Chris Walden für Big Band und Chor 2007[12]
- Rosa Loui. Vier Chorlieder in 10 Versionen auf vier Gedichte von Kurt Marti, 2006/2007 vertont von Heinz Holliger. Uraufführung: 15. September 2009 Luzern, Franziskanerkirche (CH) Lucerne Festival 2009. Dirigent: Heinz Holliger. SWR Vokalensemble Stuttgart. Choreinstudierung: Denis Comtet.[13]
- Leichenreden – Oratorium für Soli, Chor, 2 Flöten, 4 Schlagzeuger und Orgel, vertont von Martin Kürschner 1983
- rosa-loui 7 Lieder für Alt und Klavier, vertont von Hans Eugen Frischknecht 1969. Uraufführung 11. März 1991 Kultur-Arena Thun. Brigitte Scholl, Alt; Andreas Gada, Klavier